# Октябрьское (Октябрьский район, Еврейская автономная область)
Октябрьское — исчезнувшее село в Октябрьском районе Еврейской автономной области. На момент упразднения входило в состав Нагибовского сельсовета. Исключено из учётных данных в 1968 г.

## География
Располагалось на левом берегу р. Амур у острова Самаркон, в 4,5 км к юго-востоку от села Нагибово.

## История
28.03.1928 года Президиум ЦИК СССР принял постановление о закреплении за КОМЗЕТом «для нужд сплошного заселения трудящимися евреями свободные земли в Приамурской полосе Дальневосточного края». В том же году еврейскими переселенцами на месте хутора Бутылкино было основано село Сталинфельд. В селе был организован крупный зерносовхоз с мощной производственной базой, имелись больница, средняя школа, некоторое время размещался сельскохозяйственный техникум. В 1934 году село Сталинфельд было переименовано в Сталинск. 20 июля 1934 года ВЦИК постановил "образовать в составе автономной Еврейской национальной области Сталинский район с центром в селении Сталинск. Через полгода центр района был перенесен в посёлок Амурзет. В 1951 году в результате мощного паводка прошедшего по реке Амур село было затоплено и разрушено, некогда крупное село пришло в упадок. В 1962 году переименовано в Октябрьское.
Решением Хабаровского крайисполкома от 3 октября 1968 г. № 526 село исключено из учётных данных.